# The Jim Henson Company
The Jim Henson Company é uma empresa de entretenimento dos Estados Unidos que possui origem no Muppets, Inc. em 20 de novembro de 1958 por bonequeiro Jim Henson, o criador do The Muppets.
Jim Henson e Jane Henson formaram Muppets Inc. em 1958, três anos após Sam and Friends.
A empresa é atualmente da propriedade independente e operada por seus filhos.  Henson produziu muitas séries de televisão de sucesso, incluindo The Muppet Show (1976—1981), Fraggle Rock (1983—1987) e Bear in the Big Blue House (1997—2006) também, a empresa projetou os personagens Muppet para Sesame Street (1969—presente).
A empresa também produziu filmes teatrais, incluindo The Muppet Movie (1979), The Dark Crystal (1982) e Labyrinth (1986). Henson também opera Jim Henson's Creature Shop, um estúdio de animatrônicos e efeitos visuais que criou personagens e efeitos para as produções de Henson e projetos externos.
Em 1989, a empresa entrou em negociações de fusão com a The Walt Disney Company, que foram canceladas após a morte de Jim Henson em 1990. Posteriormente, o controle da empresa foi assumido pelos filhos de Henson: Lisa, Cheryl, Brian, John e Heather.  Em 2000, a Henson foi vendida para a empresa de mídia alemã EM.TV & Merchandising AG;  no final daquele ano, no entanto, as ações da EM.TV ruíram e a família Henson readquiriu a empresa em 2003.
Nesse ínterim, a EM.TV vendeu os direitos dos Sesame Street Muppets para a Sesame Workshop em 2001, após um anúncio de dezembro de 2000. Em 2004, Henson vendeu a franquia Os Muppets e as marcas registradas associadas, bem como a série Bear in the Big Blue House para a Disney, mas retém o restante dos outros personagens, biblioteca de programas e ativos.

## História
1958–1990
Jim Henson e Jane Henson fundaram oficialmente a Muppets, Inc. em 20 de novembro de 1958, três anos depois que Sam and Friends estreou na WRC-TV em Washington, DC. Além de Sam and Friends, a maioria de seu trabalho até 1969 foi em publicidade; aparições em programas de entrevistas noturnos; e curtas “filmes de encontro” principalmente para uso empresarial, produzidos de 1965 a 1996. Em 1968, a empresa começou a desenhar personagens e a produzir curtas-metragens para a incipiente Sesame Street, que estreou na NET (sucedida pela PBS) em novembro de 1969.
Um dos primeiros personagens da empresa a aparecer regularmente na televisão, Rowlf the Dog, originou-se em comerciais da Purina Dog Chow e se tornou um personagem regular no The Jimmy Dean Show de 1963 a 1966. Durante esse tempo, o apresentador do programa, Jimmy Dean, recusou uma oportunidade de possuir 40% da empresa, supondo que ele não tivesse esse direito. Jim Henson também apresentou vários projetos diferentes para as principais redes de televisão americanas, sem sucesso. Algumas ideias se tornaram pilotos não-arejados, enquanto outras nunca foram produzidas.

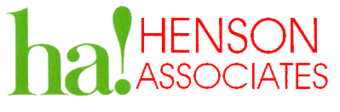
Antigo logotipo usado em 1975–1987.

Em 1976, o produtor Lew Grade abordou Henson para produzir uma série semanal no Reino Unido natal de Grade, esta série tornou-se The Muppet Show, produzida pela Associated Television (ATV) para a rede britânica ITV. O sucesso de The Muppet Show fez com que os Muppets se tornassem uma franquia de mídia duradoura. Outra empresa controlada pela Grade, a ITC Entertainment, originalmente era dona do The Muppet Show, entre outras produções de Henson, mas Henson adquiriu os direitos dessas produções na década de 1980. Durante este tempo, Henson fundiu Jim Henson's Creature Shop, um estúdio de efeitos especiais parcialmente responsável pelos filmes The Dark Crystal e Labyrinth, e a série de televisão The Storyteller, Farscape e Dinosaurs.
Em 1989, Jim Henson quer vender a sua empresa para The Walt Disney Company
Mais tarde em sua vida, Henson produziu Fraggle Rock e The Jim Henson Hour. Em agosto de 1989, Jim Henson e o CEO da Disney, Michael Eisner, iniciaram discussões de fusão avaliadas em US $ 150 milhões, que também incluíam um contrato de quinze anos para os "serviços criativos" pessoais de Henson.
No entanto, o acordo não incluía os direitos dos personagens da Sesame Street, que pertenciam à Henson, embora a receita de merchandising fosse dividida entre a Henson e a Children's Television Workshop.
Também durante as negociações, a administração da unidade de distribuição da Henson International Television da empresa com base no Reino Unido comprou sua unidade da empresa, levando ao estabelecimento da HIT Entertainment. Em 16 de maio de 1990, enquanto as negociações continuavam, Jim Henson morreu de síndrome do choque tóxico. Após a morte de Henson, nem a Disney nem a Jim Henson Productions chegaram a um acordo. As negociações terminaram oficialmente em dezembro de 1990 e a Henson permaneceu uma empresa independente.
1991–1999
A família Henson assumiu a gestão da empresa, e Brian Henson foi nomeado presidente, presidente e CEO em janeiro de 1991. Nos anos seguintes, Henson firmou acordos com várias empresas, incluindo direitos de televisão para a biblioteca Henson com o Disney Channel e Nickelodeon, uma gravadora com BMG Kidz, e uma gravadora de mídia doméstica com o Buena Vista Home Video. Em 1995, Henson assinou um acordo com a ABC para produzir séries de televisão no horário nobre, levando a Muppets Tonight e Aliens in the Family.
Após o lançamento de The Muppet Christmas Carol e Muppet Treasure Island da Walt Disney Pictures, Henson formou a Jim Henson Pictures com a Sony Pictures Entertainment. Em 1999, a Henson detinha participações parciais em dois canais a cabo: The Kermit Channel (transmitindo na Ásia) e Odyssey Network (transmitindo nos Estados Unidos), ambos de propriedade conjunta da Hallmark Entertainment. Depois que a Hallmark (por meio da Crown Media Holdings) assumiu a propriedade total dessas redes, o Canal Kermit foi descontinuado e o Odyssey foi renomeado como Hallmark Channel.
2000–2004
Em 2000, a família Henson vendeu a empresa para a empresa de mídia alemã EM.TV & Merchandising AG, por US $ 680 milhões. Naquele verão, a EM.TV vendeu as participações de Henson nos canais a cabo Odyssey e Kermit em troca de uma participação de 8,2% na Crown Media Holdings controlada pela Hallmark. No final de 2000, depois que a EM.TV subsequentemente experimentou grandes problemas financeiros, a EM.TV vendeu a propriedade da empresa dos Muppets da Sesame Street e a pequena participação de Henson na rede de televisão Noggin para a Sesame Workshop, e no início 2001, a própria Henson foi marcada para venda. The Walt Disney Company, Viacom, HIT Entertainment, Aol Time Warner, Haim Saban, Classic Media, bem como a administração da Henson, entre outros, estavam todas as partes interessadas em adquirir a empresa.
Em dezembro de 2002, foi anunciado um acordo no qual a EM.TV venderia uma participação de 49,9% na Henson para um grupo de investimentos liderado por Dean Valentine, um ex-executivo da Disney e UPN
Em maio de 2003, a EM.TV estava se aproximando de um acordo para vender a Henson a um consórcio entre a Classic Media e a Sesame Workshop (com financiamento da Sony Pictures Entertainment), até que a família Henson readquiriu a empresa por um preço de fechamento de US $ 84 milhões.
Em fevereiro de 2004, Henson vendeu a franquia Os Muppets e a série Bear in the Big Blue House para a The Walt Disney Company, que posteriormente formou o The Muppets Studio (conhecido na época como The Muppets Holding Company). O termo “Muppet”, da mesma forma, tornou-se uma marca registrada legal da Disney, A Sesame Workshop retém a permissão para usar o termo para seus personagens da Sesame Street sob uma licença da Disney.
2004–presente
Em 1º de abril de 2004, a Henson e a HIT Entertainment concordaram com um acordo global de distribuição e produção de cinco anos, que incluía a distribuição de 440 horas da biblioteca restante da empresa, incluindo Fraggle Rock, Emmet Otter's Jug-Band Christmas, The Hoobs e Jim Henson's Mother Goose Stories. Depois que o acordo expirou, Henson fez acordos semelhantes com a Lionsgate Home Entertainment e Gaiam Vivendi Entertainment. Além disso, a empresa envolveu-se com projetos de animação por computador, incluindo a série Unstable Fables direto para vídeo como Sid, o Cientista, Dinotrem e Splash and Bubbles, bem como a série de fantoches Pajanimals.
Posteriormente, Henson formou o Henson Alternative, especializado em conteúdo adulto, incluindo os shows ao vivo conhecidos como Puppet Improv, Puppet Up!, e Stuffed and Unstrung. Nos últimos anos, os personagens de Fraggle Rock fizeram várias aparições, geralmente em eventos especiais. Os personagens apareceram com Ben Folds Five no videoclipe de "Do It Anyway", e em 2013, Gobo e Red Fraggle sediaram uma maratona Fraggle Rock na Hub Network.
Em 2019, The Dark Crystal: Age of Resistance, uma prequela de The Dark Crystal estreou na Netflix.
Em 2022, Fraggle Rock: Back to the Rock, um reboot de Fraggle Rock, estreou no Apple TV+.
Em 9 de agosto de 2022, a empresa assinou um acordo de distribuição mundial com a Shout! Factory que permitiria o Shout! distribuir treze shows e especiais do catálogo Henson em plataformas de entretenimento doméstico e streaming em todos os territórios.

## Produções feitas pela empresa
| Nome                                   | Estreia |
| -------------------------------------- | ------- |
| Sam and Friends                        | 1958    |
| Sesame Street                          | 1969    |
| The Muppet Show                        | 1976    |
| Fraggle Rock                           | 1983    |
| Muppet Babies                          | 1984    |
| Little Muppet Monsters                 | 1985    |
| The Christmas Toy                      | 1986    |
| Fraggle Rock: The Animated Series      | 1987    |
| A Muppet Family Christmas              | 1987    |
| Dinosaurs                              | 1991    |
| Dog City                               | 1992    |
| Muppets Tonight                        | 1996    |
| Gulliver's Travels                     | 1996    |
| The Wubbulous World of Dr. Seuss       | 1996    |
| O Urso na Casa Azul                    | 1997    |
| Brats of the Lost Nebula               | 1998    |
| Mopatop's Shop                         | 1999    |
| Construction Site                      | 1999    |
| Farscape                               | 1999    |
| The Fearing Mind                       | 2000    |
| The Hoobs                              | 2001    |
| Telling Stories with Tomie dePaola     | 2001    |
| Jack and the Beanstalk: The Real Story | 2001    |
| Snow Queen                             | 2002    |
| Bambaloo                               | 2002    |
| O Natal dos Muppets                    | 2002    |
| Animal Jam                             | 2003    |
| Farscape: The Peacekeeper Wars         | 2004    |
| Os Muppets e o Mágico de Oz            | 2005    |
| Frances                                | 2006    |
| Sid the Science Kid                    | 2008    |
| Pajanimals                             | 2008    |
| Dinotrem                               | 2009    |
| The Doozers                            | 2013    |
| Splash and Bubbles                     | 2016    |
| Word Party                             | 2016    |
| Julie's Greenroom                      | 2017    |
| The Dark Crystal: Age of Resistance    | 2019    |
| Fraggle Rock: Rock On!                 | 2020    |
| Earth to Ned                           | 2020    |
| Duff's Happy Fun Bake Time             | 2021    |
| Harriet the Spy                        | 2021    |
| Fraggle Rock: Back to the Rock         | 2022    |